# Ejido el Puente
Ejido el Puente är en ort i Mexiko.   Den ligger i kommunen Tampamolón Corona och delstaten San Luis Potosí, i den centrala delen av landet, 240 km norr om huvudstaden Mexico City. Ejido el Puente ligger 129 meter över havet och antalet invånare är 126.
Terrängen runt Ejido el Puente är lite kuperad. Runt Ejido el Puente är det ganska tätbefolkat, med 124 invånare per kvadratkilometer. Närmaste större samhälle är Villa Terrazas, 15,0 km söder om Ejido el Puente. I omgivningarna runt Ejido el Puente växer huvudsakligen savannskog.